# Grupo San Miguelito
San Miguelito es una agrupación de música tradicional colombiana oriundo de la ciudad de Tunja, Boyacá, Colombia. Fundada por los hermanos Efraín, Edwin y Fernando Albarracín Barón en el año 2006. Han logrado llevar el género de la Carranga a los jóvenes de Colombia y el mundo gracias a la combinación de géneros contemporáneos e instrumentos modernos que les ha permitido ser catalogados como los pioneros de la Carranga Fussion. Así mismo, entre la fusión musical que maneja el grupo, se puede apreciar géneros como el Rock, el Pop, el Vallenato, el Tropipop, la champeta, y la música tropical, entre otros; mientras que, en cuanto a instrumentalización, se puede escuchar: el tiple colombiano, el requinto carranguero, guitarra eléctrica, bajo eléctrico, trompetas, teclados e instrumentos de percusión.
Esta agrupación ha sido denominada como el mejor grupo folclor de Colombia según los premios más importantes de la música colombiana, como lo es los premios nuestra tierra, dónde fueron galardonados como mejor grupo folclor del año y cuatro nominaciones más por: mejor interpretación folclórica del año, mejor grupo folclor del año, mejor interpretación tropical tradicional y mejor artista tropical tradicional; al igual que varias nominaciones en los premios mi gente tv, Premios Shock, entre otros como una pre-nominación a los premios Grammy Latino en la categoría de mejor álbum tropical contemporáneo por el álbum Atrevido.
San Miguelito ha lanzado 4 álbumes, entre los cuales destacan temas como La Celosa, La China Que Yo Tenía, La Media Arepa, Por Fin Se Van a Casar, El Turco Perro, Y Que Viva y Ni Mañana Ni Pasado Mañana, siendo este su último lanzamiento.

## Historia

### Orígenes
San Miguelito, nace en la ciudad de Tunja, Boyacá, Colombia, en la época del boom del Rock en Español, de la idea del mayor de los hermanos Albarracín Barón, cuando eran estudiantes de la Universidad Pedagógica y Tecnológica de Colombia, Efraín, el requintista (economista); Edwin, vocalista y tiple (arquitecto y administrador de empresas); y Fernando, vocalista y guacharaca (economista); ven como una gran oportunidad para popularizar el género de la carranga el cual era considerada música netamente campesina y no tenía espacio en los medios masivos de comunicación. Debido a esto, los hermanos Albarracín Barón, empezaron a buscar nuevos instrumentos para combinar con la instrumentalización clásica de la carranga (requinto, tiple, guitarra y guacharaca), y de esta forma modernizar y evolucionar el género, al punto de que su formato musical esté conformado por 15 músicos.
Una de las características representativas de este grupo, es su look y vestimenta propia de un joven roquero, con su cabello largo, jeans rotos y chaqueta de cuero que hacen contraste con el traje típico de la carranga (ruana y sombrero) propios de la cultura de los campesinos del altiplano cundiboyacense.

### Nombre
Su nombre proviene del Arcángel San Miguel, ya que los hermanos Albarracín Barón, lo usan como personaje guerrero, puesto que este arcángel es el guerrero en la jerarquía del cielo, según las historias bíblicas que se cuentan en las principales festividades de Boyacá, dónde esta agrupación asume la misma posición de San Miguel como guerreros; en una posición beligerante que se resiste a entender que la música carranguera fuese a desaparecer. Proponen la guerra no con espadas, pero si con requintos y tiples frente a la cultura nacional.

### Caído del Cielo Pa' Gozar
En 2006, San Miguelito lanza su primer álbum, en donde destacan temas carrangueros y parranderos como: Mosaico Carranguero, un Homenaje a Jorge Velosa, San Miguelito Arriero, entre otros.

### Por Retenerte
En 2008, llega el segundo álbum de la agrupación, en este disco se evidencia la introducción de nuevos instrumentos y nuevos aires como la música corralera y de acordeón. Se destacan canciones como El Turco Perro, La Gorrita, La China Que Yo Tenía, entre otros.

### Por Fin... Por Fin...
En 2010 se lanza el tercer álbum de San Miguelito Por fin Por fin, este disco fue el que los llevó al posicionamiento en los primeros lugares de sintonía en Colombia. Canciones como La Media Arepa, El Golero Emparamao, Por fin se van a casar los llevaron a diferentes nominaciones en diferentes premios musicales.

### Puro Folclor
En el año 2012, aparece el primer compilado de éxitos de la carrera musical de San Miguelito, donde se destacan canciones como La Rosa Mentirosa, Loco Rock and Roll, siendo este uno de los discos más vendidos de la música tropical colombiana.

### Atrevido
Para el año 2015, se suma a la grabación de este disco la banda del maestro Carlos Vives, La Provincia, siendo su director musical Luis Ángel “El papa” Pastor quien se apropió del proyecto, como productor musical. Este fue llevado a la pre-nominación de los premios Grammy Latino, como mejor álbum tropical contemporáneo del año, con canciones como La Celosa, El Buen Mozo, la canción homenaje al ciclismo colombiano titulada de dónde es.

### Ni Mañana Ni Pasado Mañanay Actualidad
Actualmente San Miguelito ha anunciado que se encuentra en trabajos para el lanzamiento de nuevas canciones compiladas en un EP, siendo el primer lanzamiento ¡Y Que Viva! Canción dirigida para las fiestas del San Pedro y del San Juan en el Tolima grande, homenaje a la mujer opita. El segundo sencillo, fue el tema Ni Mañana Ni Pasado Mañana lanzado el 7 de septiembre de 2020, una producción con una propuesta más urbana el productor musical Jairo Barón, director musical de Fonseca, en la versión urbana y en la versión tropical, el productor fue Iván Calderón, de Daniel Calderón y los gigantes.

## Estilo Musical: Folclor Latino-Carranga
San Miguelito no tiene un estilo musical único, pese a que se les categoriza como un grupo de Carranga Fussion, esta agrupación suele conservar lo tradicional del tiple y del requinto y combinarlo con varios géneros e instrumentos, en donde introducen en la Carranga clásica, ritmos de Champeta, percusión de Rock, teclados del Pop, trompetas tropicales, entre muchas otras, para así darle la evolución a la música carranguera a un género musical más moderno y contemporáneo.

## Miembros
- Efraín Albarracín Barón: Requinto
- Edwin Albarracín Barón: Voz y Tiple
- Fernando Albarracín Barón: Voz y Guacharaca

## Discografía
2006 Álbum Caído del cielo pa’ gozar
2008 Álbum Por retenerte
2010 Álbum Por fin... por fin...
2012 Compilado puro Folclor
2015 Álbum Atrevido
2020 EP Ni Mañana Ni Pasado Mañana